# Codex Regius (Edda)

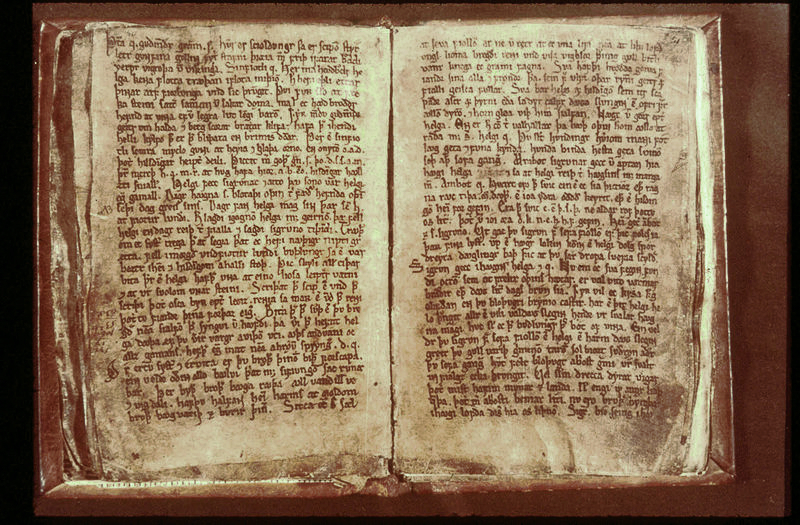
De Codex Regius, dertiende eeuw

De Codex Regius (de koninklijke codex) is een IJslands perkamenten handschrift waarin de Poëtische Edda bewaard is gebleven. 
Met de vondst van de Codex Regius dacht men de bron van Snorri Sturlusons Proza-Edda gevonden te hebben. Later bleek dat de Codex Regius was opgetekend rond 1275, ruim vijftig jaar na Snorri's Edda. Volgens sommigen is het in feite dan ook een latere kopie van een veel vroeger manuscript dat verloren zou zijn gegaan.
Veel liederen in het handschrift dateren van voor de kerstening van Scandinavië in de late 10e eeuw. Het handschrift is niet volledig, want in het midden ontbreken acht bladen.
De Codex Regius werd neergeschreven in het jaar 1271, maar is alleszins een afschrift van een oudere tekst, die zelf een verzameling van teksten was. De liederen als zodanig zijn kennelijk ouder en kunnen aan de hand van hun vorm worden gesitueerd in een periode van 800 tot 1000. Ze waren in omloop zowel in  IJsland, in Noorwegen of de Noorse kolonies op de Britse eilanden en in Groenland. De individuele makers ervan zijn in alle geval anoniem; enkele liederen geven godheden als de maker aan. De optekening van de verzen is doorlopend, zonder afbakening ervan, noch van de strofen.
Het afschrift werd pas in 1643 ontdekt, nadat zij in het bezit was gekomen van de bisschop van Skálholt, Brynjólfur Sveinsson. In die tijd waren er al een aantal versies van Snorri's Edda bekend, maar geleerden hadden altijd verondersteld dat er ooit een andere - een Oudere Edda - moest geweest zijn, waarin de heidense gedichten stonden opgetekend waar Snorri in zijn citaten naar verwees. Toen de Codex Regius dan eindelijk werd gevonden, bevestigde dit die eerdere speculaties. Brynjólfur schreef het manuscript toe aan Sæmundr de Geleerde (ook wel Sæmundr de Wijze), een IJslands priester uit de 12e eeuw uit Oddi, en ook al wordt deze toekenning door latere onderzoekers ontkend, toch komt men af en toe de naam Sæmundar Edda nog tegen.
Koning Frederik III van Denemarken stuurde Thormod Torfaeus naar IJsland met een open brief (12 mei 1662) die hem machtigde om manuscripten te kopen over de geschiedenis van IJsland. Bisschop Brynjólfur, een verzamelaar van memorabilia, stuurde de Codex Regius naar de Deense koning, vandaar de naam. Brynjólfur kreeg de codex zo'n twintig jaar daarvoor in bezit, op de eerste pagina was in het Latijn geschreven; Lupus Loricatus met de datum 1643. 
De Codex Regius werd tot 21 april 1971 bewaard in de Koninklijke Bibliotheek van Denemarken in Kopenhagen. Hierna werd het handschrift naar Reykjavik gebracht, waar het nu bewaard wordt in het Árni Magnússon Instituut.

## Inhoud
Völuspá'
Hávamál'
Vafþrúðnismál'
Grímnismál'
Skírnismál'
Hárbarðsljóð'
Hymiskviða'
Lokasenna'
Þrymskviða'
Völundarkviða
Alvíssmál
Helgakviða Hundingsbana I
Helgakviða Hjörvarðssonar
Helgakviða Hundingsbana II
Frá dauða Sinfjötla
Grípisspá
Reginsmál
Fáfnismál
Sigrdrífumál
The Great Lacuna
Brot af Sigurðarkviðu
Guðrúnarkviða I
Sigurðarkviða hin skamma
Helreið Brynhildar
Dráp Niflunga
Guðrúnarkviða II
Guðrúnarkviða III
Oddrúnargrátr
Atlakviða
Atlamál
Guðrúnarhvöt
Hamðismál